# Ovruč
Ovruč (ukrajinsky i rusky Овруч, polsky Owrucz) je město v Korosteňském rajónu v Žytomyrské oblasti na Ukrajině. Leží na říčce Norynu (přítok Uže, přítoku Pripjatě) v historické oblasti Polesí. V Ovruči žije přibližně 15 tisíc obyvatel.
První zmínka o městě je z roku 977 pod jménem Vručyj (Вручий), kdy se mělo jednat o pevnost Drevljanů.
Během druhé světové války padl u Ovruče slovenský důstojník Ján Nálepka, který posmrtně získal řadu ocenění a byl o něm i natočen film, Zajtra bude neskoro.